# Het verhaal van Kees
Het verhaal van Kees is een Nederlandse televisiefilm uit 1989, geregisseerd door André van Duren naar een scenario van Willem Wilmink. De film is gedeeltelijk Twents gesproken.

## Verhaal
Tijdens de Tweede Wereldoorlog wordt de tienjarige Kees ziek van angst en wordt hij in de zomer van 1944 naar het platteland in Twente gestuurd. Daar is het leven nog vreemder maar hij krijgt tenminste wel voldoende te eten. Hij sluit vriendschap met een joodse jongen en wordt verliefd op een vijftienjarig meisje.

## Rolverdeling
| Acteur             | Personage |
| ------------------ | --------- |
| Herman Veerkamp    | Kees      |
| Herman Finkers     | vader     |
| Nelleke Zitman     | moeder    |
| Sandy Käveker      | Tineke    |
| Laus Steenbeeke    | Jan       |
| Frank Groothof     | Gerrit    |
| Harm oet Riessen   | Ome Jaap  |
| Hammy de Beukelaer | soldaat   |

## Release en ontvangst
Het verhaal van Kees ging op 21 september 1989 in première.